# Gauderico
Gauderico (documentato anche come Gaudricus, Gaudenzio, Gaudens, Gulaterius e Fandericus) (... – 897) è stato un cardinale e vescovo italiano.

## Biografia
Entrò nell'ordine benedettino del monastero di Montecassino.
Nel 867 fu nominato da papa Niccolò I cardinale vescovo di Velletri. Nello stesso anno non poté partecipare alla consacrazione di papa Adriano II, perché proscritto dalla sua sede dall'imperatore Ludovico II il Giovane per averlo calunniato; anche Stefano, vescovo di Nepi e Giovanni Imonide, diacono della chiesa romana  e prestigioso intellettuale, furono esiliati con Gauderico per la stessa ragione. Il nuovo papa scrisse all'imperatore a loro nome e il monarca permise il loro ritorno a Roma e, inoltre, garantì la liberazione degli altri che, anche se dichiarati colpevoli di violenza privata senza ulteriori dettagli, erano stati imprigionati dall'imperatore in ergastulis, perché colpevoli di lesa maestà.
Durante il pintificato di papa Adriano II nell'867 fu legato. A partire dall'868 fu coinvolto con le faccende legate all'arrivo a Roma dei missionari Cirillo e Metodio, apostoli delle genti slave, che portarono nella Città Eterna le reliquie di papa Clemente I, da loro ritrovate nell'attuale Crimea. Uno dei suoi principali impegni fu la promozione della devozione per il santo a Roma e a Velletri; la dedizione del cardinale a tale causa è testimoniata da una lettera del  bibliotecario Anastasio scritta tra l'877 e l'878. Nell'868 fu incaricato, unitamente a Formoso, vescovo di Porto, dell'ordinazione di alcuni discepoli di Cirillo e Metodio. Prese parte al sinodo romano dell'869 convocato da papa Adriano II, in preparazione del VIII concilio ecumenico contro il patriarca Fozio; assieme al vescovo Formoso di Porto fu una delle principali voci a favore della posizione papale. Fu incaricato della lettura della replica del sinodo al discorso del papa, che chiedeva la condanna del conciliabolo di Costantinopoli dell'agosto 867, che aveva deposto e scomunicato papa Niccolò I, sotto pressione del patriarca Fozio.
Assieme al cardinale Formoso, vescovo di Porto, rappresentò la Santa Sede nei negoziati che si tennero a Trento nel maggio 872 tra il re Ludovico II il Germanico e l'imperatrice Engelberga d'Alsazia. 
Nell'872 prese parte alla cerimonia della traslazione di reliquie ad un altare dedicato alla Vergine nella casa di Giovanni Immonide, diacono della Chiesa e prestigioso intellettuale, nel quartiere della Suburra a Roma. Nell'agosto-settembre 875 assieme al cardinale Formoso, vescovo di Porto e al vescovo Giovanni di Arezzo, fu inviato da papa Giovanni VIII ad offrire la corona imperiale a Carlo II il Calvo, re dei Franchi occidentali, e ad invitarlo a Roma per esservi incoronato. 
Dopo la fuga del vescovo Formoso da Roma nella notte tra il 14 e 15 aprile 876, che temeva per la sua libertà e per sua vita a causa delle divergenze con papa Giovanni VIII, il papa inviò il cardinale Gauderico con il vescovo Zaccaria di Anagni per tentare di mediare con il vescovo Formoso e i suoi seguaci; la mediazione fallì e la rottura tra il pontefice e il vescovo di Porto divenne definitiva. Nell'878 con il vescovo Zaccaria fu inviato come legato presso il duca Lamberto I di Spoleto per dissuaderlo dal dirigersi a Roma per riportare Formoso e i suoi seguaci e per rimetterli nelle loro precedenti posizioni. Nello stesso anno  partecipò al Concilio di Ravenna, a cui presero parte cinquanta vescovi sotto la presidenza di papa Giovanni VIII. Nell'879 il papa lo ricompensò della sua cooperazione chiedendo all'abate Anastasio di San Salvatore Maggiore di tornare al cardinale la cellulam sancti Valentini, che era stata presa dal patrimonio della sede di Velletri, a cui apparteneva, e portata in Sabina. Nell'879 partecipò al sinodo romano per la preparazione del concilio celebrato tra l'879 e l'880, nel quale il patriarca Fozio fu reintegrato.
Nell'879 si dimise da cardinale per tornare al monastero di Montecassino. 
Assieme ad altri eminenti personaggi, come Anastasio Bibliotecario, il diacono Giovanni Immonide e, in misura leggermente inferiore, Zaccaria, vescovo di Anagni e lo stesso Formoso, vescovo di Porto, il cardinale Gauderico  risulta essere una delle figure principali della Roma della seconda metà del IX secolo, sia come politica e diplomazia che cultura e settori letterari.

### Opere
Il cardinale Gauderico scrisse nella Leggenda italiana la prima versione in latino della vita dei santi Cirillo e Metodio. Collaborò, inoltre, con il diacono Giovanni Immonide nella stesura della Vita Clementis, la biografia di papa Clemente I.